# Google圖書合作夥伴計劃
Google图书馆计划是Google公司对几个图书馆所藏图书进行扫描，并提供用户进行搜索的一个尝试性项目，Google图书馆计划是Google图书的一部分。如果一本书的版权处于公共领域，那么这本书可直接读取或下载。

## 参与者
虽然参与Google图书馆计划的图书馆不断增加，但Google提供的名单中只有其中的几家机构合作伙伴。

### 最初的合作伙伴
- 哈佛大学
- 纽约公共图书馆
- 斯坦福大学
- 密歇根大学
- 牛津大学

### 其他
- 巴伐利亚州立图书馆
- 哥伦比亚大学
- 康奈尔大学
- 根特大学图书馆
- 庆应义塾大学
- 加泰罗尼亚国家图书馆
- 普林斯顿大学
- 加州大学
- 洛桑大学图书馆
- 迈索尔大学
- 得克萨斯大学奥斯汀分校
- 弗吉尼亚大学
- 威斯康星大学麦迪逊分校

## 脚注
1. ↑  Stein, Linda L. et al. (2009). Literary Research and the American Realism and Naturalism Period: Strategies and Sources, p. 261. （页面存档备份，存于）
2. ↑  .   [2010-10-17]. （原始内容存档于2012-12-18）.
3. ↑  O'Sullivan, Joseph and Adam Smith.
"All booked up," （页面存档备份，存于） Googleblog. December 14, 2004.
4. ↑  .   [2010-10-17]. （原始内容存档于2012-12-18）.